# Marco Della Vedova
Marco Della Vedova (Promosello, 27 juni 1972) is een Italiaans voormalig professioneel wielrenner. Hij reed voor onder meer Lampre en Mercatone Uno.
Hij behaalde geen enkele professionele overwinning.

## Belangrijkste overwinningen
1995
- Trofeo Matteotti (Amateurs)

## Grote rondes
| Jaar | Ronde van Italië | Ronde van Frankrijk | Ronde van Spanje |
| ---- | ---------------- | ------------------- | ---------------- |
| 1994 |                  |                     |                  |
| 1995 |                  |                     |                  |
| 1996 |                  | opgave              |                  |
| 1997 |                  |                     |                  |
| 1998 |                  |                     |                  |
| 1999 |                  |                     |                  |
| 2000 | 48e              |                     |                  |
| 2001 |                  |                     |                  |
| 2002 |                  |                     |                  |